# Théâtre Saint-Denis
 (mars 2024).
Si vous disposez d'ouvrages ou d'articles de référence ou si vous connaissez des sites web de qualité traitant du thème abordé ici, merci de compléter l'article en donnant les références utiles à sa vérifiabilité et en les liant à la section « Notes et références ».
 (mars 2024).
La mise en forme du texte ne suit pas les recommandations de Wikipédia : il faut le « wikifier ».
Les points d'amélioration suivants sont les cas les plus fréquents. Le détail des points à revoir est peut-être précisé sur la page de discussion.
- Les titres sont pré-formatés par le logiciel. Ils ne sont ni en capitales, ni en gras.
- Le texte ne doit pas être écrit en capitales (les noms de famille non plus), ni en gras, ni en italique, ni en « petit »…
- Le gras n'est utilisé que pour surligner le titre de l'article dans l'introduction, une seule fois.
- L'italique est rarement utilisé : mots en langue étrangère, titres d'œuvres, noms de bateaux, etc.
- Les citations ne sont pas en italique mais en corps de texte normal. Elles sont entourées par des guillemets français : « et ».
- Les listes à puces sont à éviter, des paragraphes rédigés étant largement préférés. Les tableaux sont à réserver à la présentation de données structurées (résultats, etc.).
- Les appels de note de bas de page (petits chiffres en exposant, introduits par l'outil «  Source ») sont à placer entre la fin de phrase et le point final[comme ça].
- Les liens internes (vers d'autres articles de Wikipédia) sont à choisir avec parcimonie. Créez des liens vers des articles approfondissant le sujet. Les termes génériques sans rapport avec le sujet sont à éviter, ainsi que les répétitions de liens vers un même terme.
- Les liens externes sont à placer uniquement dans une section « Liens externes », à la fin de l'article. Ces liens sont à choisir avec parcimonie suivant les règles définies. Si un lien sert de source à l'article, son insertion dans le texte est à faire par les notes de bas de page.
- La présentation des références doit suivre les conventions bibliographiques. Il est recommandé d'utiliser les modèles {{Ouvrage}}, {{Chapitre}}, {{Article}}, {{Lien web}} et/ou {{Bibliographie}}. Le mode d'édition visuel peut mettre en forme automatiquement les références.
- Insérer une infobox (cadre d'informations à droite) n'est pas obligatoire pour parachever la mise en page.

Pour une aide détaillée, merci de consulter Aide:Wikification.
Si vous pensez que ces points ont été résolus, vous pouvez retirer ce bandeau et améliorer la mise en forme d'un autre article.
Le Théâtre St-Denis est l'un des lieux de présentation de spectacles les plus importants de Montréal. Situé dans le Quartier latin, il fut inauguré le 4 mars 1916. De nombreux spectacles de différents genres y sont présentés chaque année : humour, chanson, comédie musicale, théâtre, etc. 
Le Théâtre St-Denis fait maintenant partie de l'Espace St-Denis, complexe de divertissement et gastronomie à Montréal.

## Histoire

### La plus grande salle au Canada

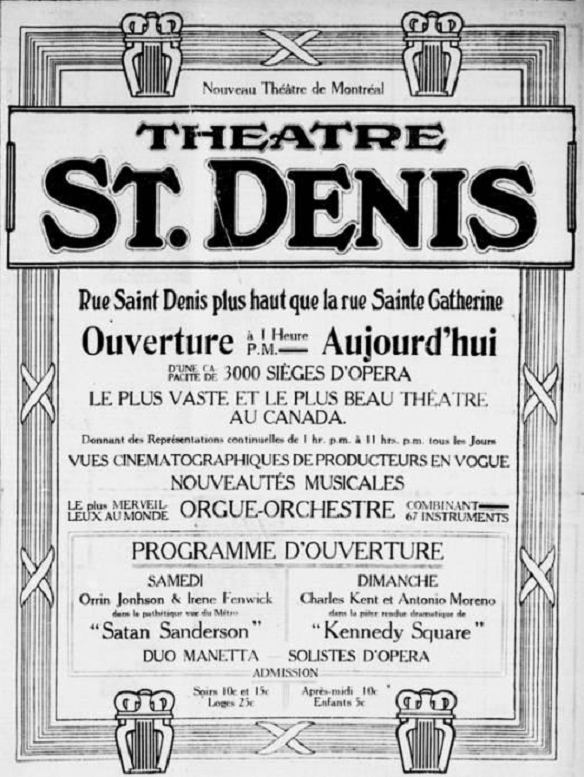
Publicité pour l'ouverture du Théâtre St-Denis en mars 1916

Conçu par Ernest Isbell Barott et fondé par une compagnie anglophone montréalaise d’investissement, le Théâtre St-Denis ouvrite ses portes le 4 mars 1916. Avec sa capacité de 3 000 places, le théâtre devint la plus grande salle au Canada et se consacra à la présentation de vaudeville et de cinéma muet.
Durant les années 1920, le théâtre fut fréquenté par une foule nombreuse. On y accueillit des noms et des troupes célèbres comme le ténor Hipólito Lázaro, l’orchestre de la Scala de Milan sous la direction de Toscanini, l’Orchestre symphonique de Boston avec Vincent d’Indy comme soliste. Maurice Ravel s’arrête au Théâtre Saint-Denis en 1928 et y exécute ses propres œuvres lors d’une tournée nord-américaine.

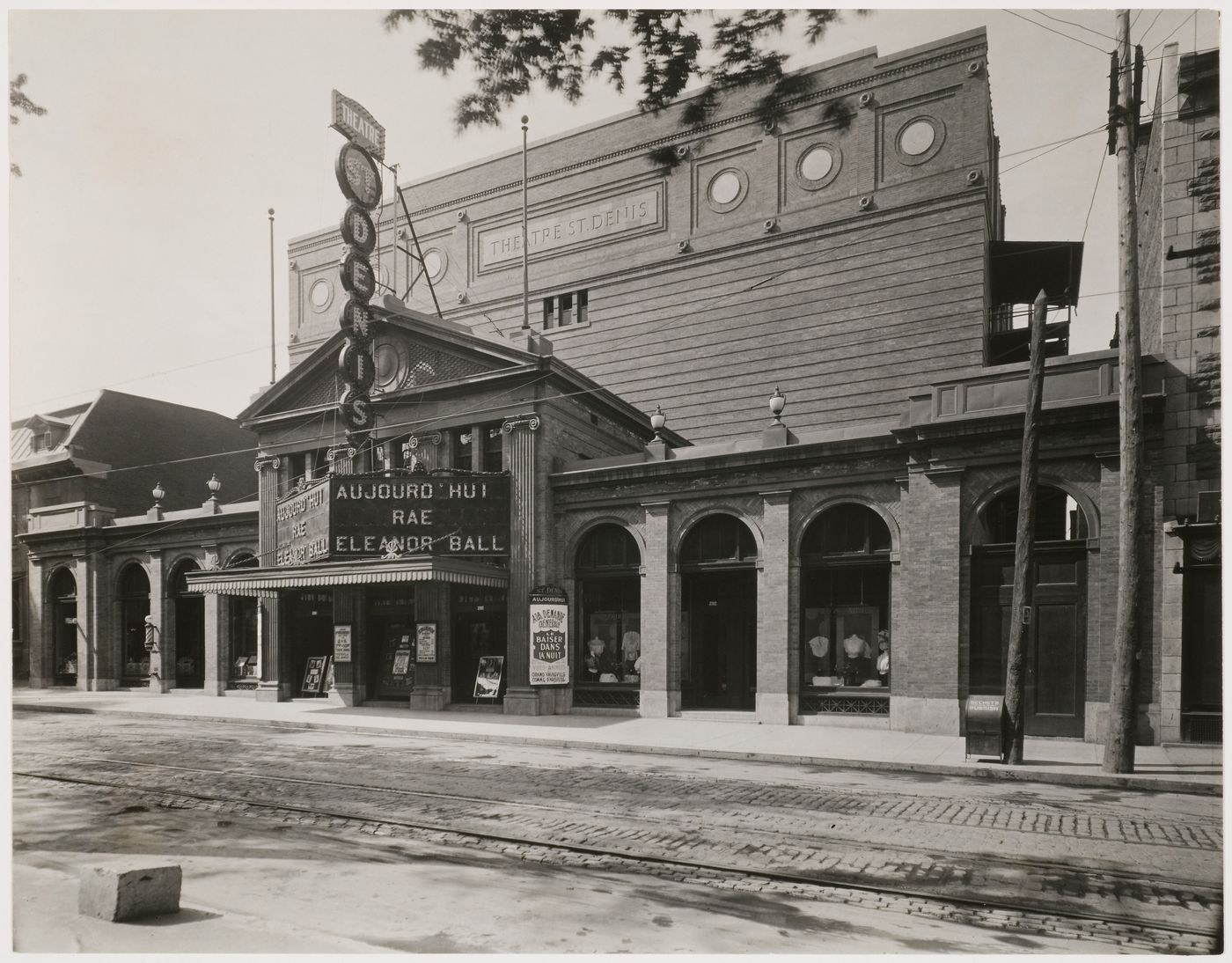
Au début des années 1920
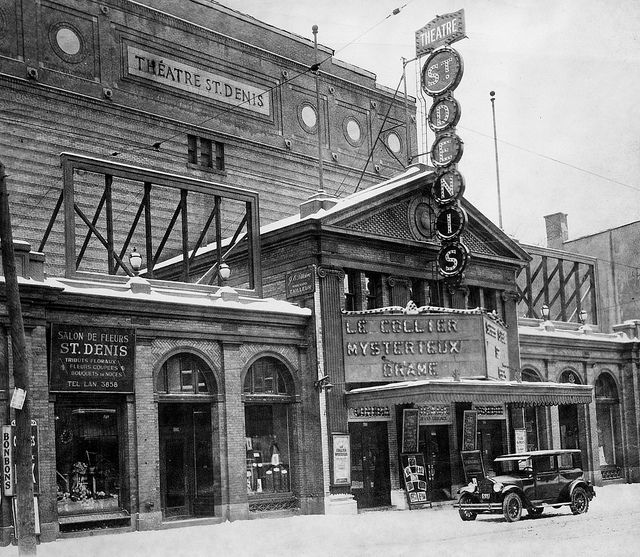
1925
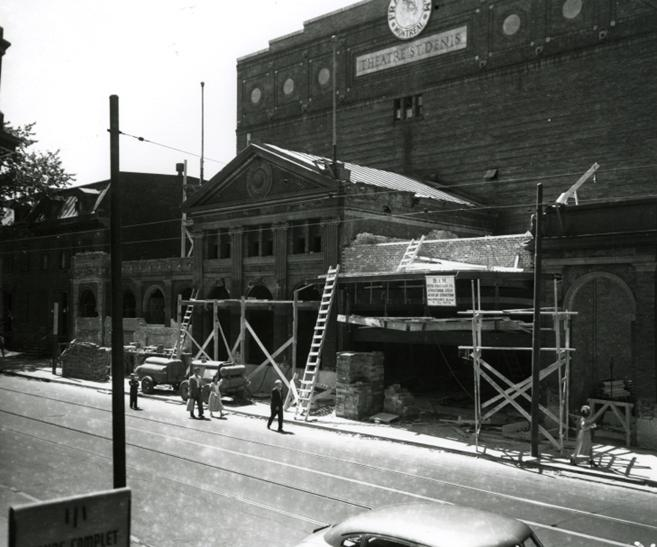
1950

### Lieu de diffusion du cinéma français
Après l’opéra et l’opéra-comique, le Théâtre St-Denis en revint à la présentation de films parlants au début de 1929 et parvint enfin à tenir tête aux autres cinémas.[réf. nécessaire] C’étaient les beaux jours avant le krach de 1929 à la Bourse de New-York. Le film français, quant à lui, s’installa définitivement au Théâtre Saint-Denis en 1930.

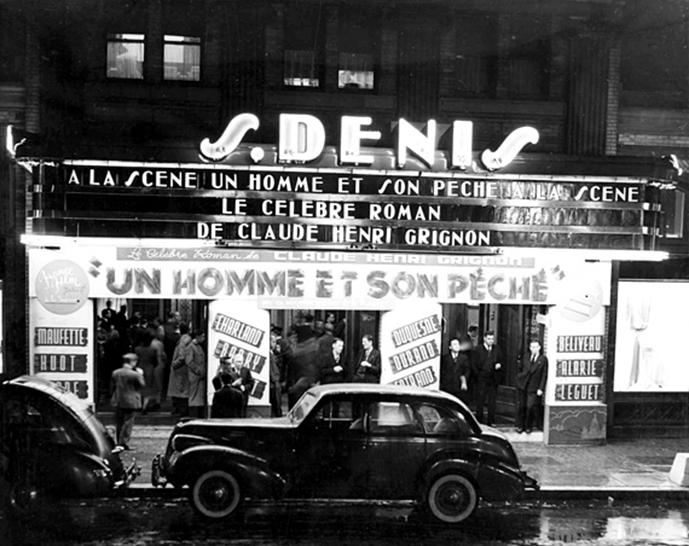
Annonce de la pièce Un homme et son péché au Théâtre St-Denis en 1942

C’est le 5 août 1933 que Joseph-Alexandre DeSève, important distributeur de films français, devint directeur du théâtre. Il était ambitieux et influent dans le milieu du cinéma. Dès son arrivée, il entreprit d’importants travaux d’aménagement et apporta des améliorations notables à l’extérieur et à l’intérieur du théâtre.
Le film français était toujours à l’honneur : on y présentait régulièrement deux films par semaine jusqu’à l’éclat la Deuxième Guerre mondiale, interrompant du coup la production de films. J. A. DeSève dut modifier la programmation du théâtre et favorisa le spectacle vivant. On invita donc le Metropolitan Opera de New York à se produire sur scène, ainsi que le ballet du Bolchoï, la Comédie-Française et le Théâtre National de Paris. On y présenta également des reprises de films des années 1930.
Les plus grandes vedettes françaises et internationales vinrent tour à tour présenter leur spectacle de music-hall : Gilbert Bécaud, Maurice Chevalier, Fernandel, Luis Mariano, Yves Montand, Tino Rossi, etc.
La firme Wurlitzer y installa un orgue de cinéma de 3 claviers (sans doute un Style 35 de 15 rangs), son opus 80.
En 1948, J.A. DeSève prit la direction de Compagnie France Film à la suite de la mort de son président Albert Janin. Au cours de la même année, Compagnie France Film acquit le Théâtre Saint-Denis et demeure encore jusqu’à aujourd’hui l’unique propriétaire du théâtre.

### Travaux d'agrandissement et fin du cinéma

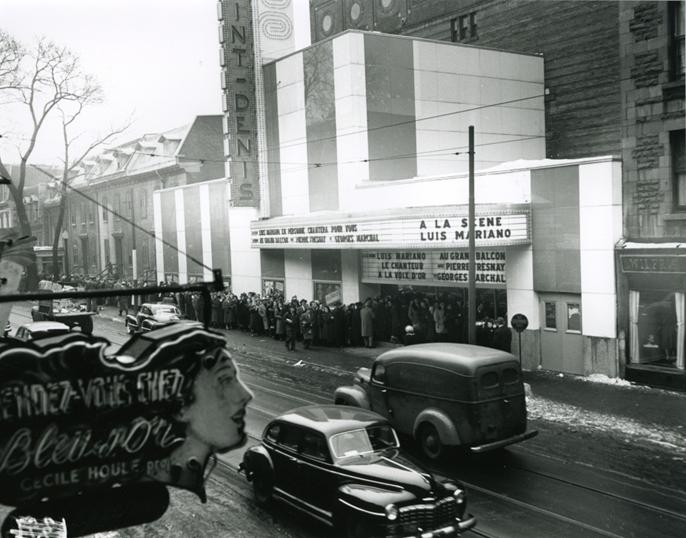
Le Théâtre St-Denis dans les années 1950

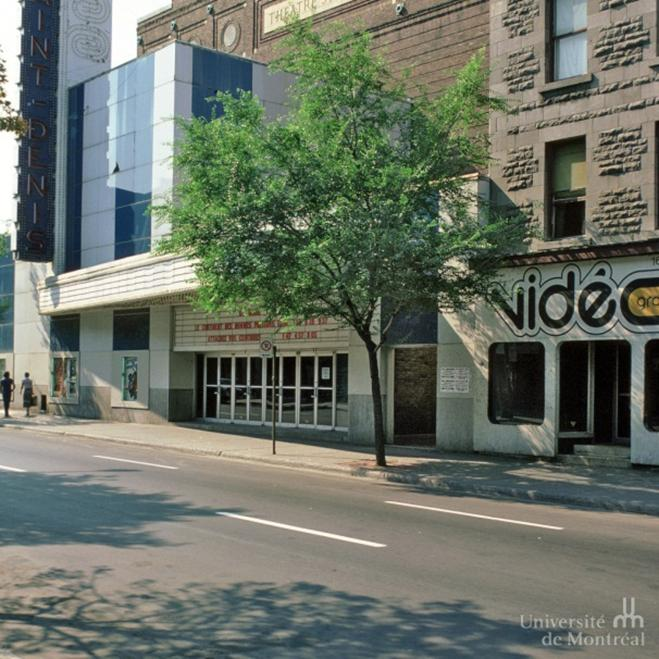
En 1979

Deux ans plus tard, en 1950, le théâtre va subir une autre transformation et redevient la salle la plus somptueuse de Montréal. On prend soin cependant de conserver la partie arrière de la façade, construite en 1916.
Dans les années 1950, les films français mais aussi québécois sont à l’honneur. On y présente en grande première La petite Aurore, l’enfant martyre en avril 1952, film mythique qui deviendra d’ailleurs un des plus grands succès du cinéma québécois.
En 1971, la Compagnie France Film entreprend des travaux d’agrandissement et inaugure deux nouvelles petites salles de cinéma adjacentes au Théâtre Saint-Denis, le Chevalier et le Pierrot. Quelques années plus tard, constatant la demande grandissante de l’industrie du spectacle pour une salle de grande capacité, la salle 1 du Théâtre Saint-Denis délaisse la présentation de films et se consacre exclusivement à partir de 1978 au spectacle vivant.
C’est en 1990 que le Saint-Denis se transforme à nouveau et prend les allures qu’on lui connait aujourd’hui. Les petites salles de cinéma sont unifiées en une seule salle de spectacle pouvant accueillir 933 personnes. La conception intérieure de l’ensemble est complètement modifiée et seule la structure extérieure est conservée.
Aujourd’hui, les deux salles du Théâtre Saint-Denis présentent toujours exclusivement du spectacle vivant.

### Modernisation
En mai 2016, l'arrondissement de Ville-Marie annonce la modification de cet immeuble historique du Quartier latin et les bâtiments voisins d'un projet de 12 millions de dollars destiné à mettre en valeur le Théâtre Saint-Denis. Une nouvelle façade exposera la conception originale du Théâtre Saint-Denis historique. Le projet est en quatre phases soit: une tour à bureau et espaces commerciales de six étages et d’un restaurant (phase 1), l’ajout d’un cabaret pouvant de servir de studio de télévision (phase 2), la restauration de la façade et de la rénovation de la salle principale (phase 3). En 2021, la salle "St-Denis 2" est démolie pour faire place à une salle multifonctionnelle et à la fine pointe de la technologie : le Studio-Cabaret,.
Depuis 2022, le complexe porte le nom d'Espace St-Denis.

### Propriétaires à travers l'histoire
- Février 1915 : St. Denis Theatre Corporation Limited
- Juillet 1917 : Atlas Securities
- Octobre 1917 : St. Denis Corporation Limited
- 1924 : Location à Films de Luxe (Charles Lalumière et Thélesphore Latourelle)
- Septembre 1924 – Location à Joseph Cardinal
- Août 1933 – Location à J.A DeSève
- Février 1935 – Alban Construction
- Décembre 1948 – Lionel Leroux
- Décembre 1948 à aujourd'hui – Compagnie France Film

## Description

Logo du théâtre

Le Théâtre St-Denis est situé dans le Quartier latin de Montréal, au 1594, rue Saint-Denis, entre le boulevard de Maisonneuve et la rue Émery. Le Théâtre St-Denis fait partie du Quartier des spectacles et se trouve près de la station Berri-UQAM du métro de Montréal.
Il se donne pour mission d'offrir un espace propice à la tenue de spectacles de variétés incluant l’humour, la chanson, la comédie musicale, ou tout autre type de spectacle ou événement de haut niveau.

## Spectacles

### Comédies musicales
- Best of Broadway
- Cats
- Chantons sous la pluie
- Demain matin, Montréal m'attend
- Disney Live
- Disney Playhouse
- Don Juan
- Dracula
- Evita
- Generation Motown
- Grease
- Hairspray
- La Mélodie du bonheur
- La Vie des Anges
- Le Blues d'la Métropole
- Le petit roi
- Les Dix commandements
- Les filles de Caleb
- Les Misérables
- Night Fever
- Notre-Dame de Paris
- Pied de poule
- Roméo et Juliette
- Sister Act
- Starmania
- Annie
- Mélodie du bonheur
- Hair
- Rock of Ages
- Le Bodyguard
- La famille Addams
- Tootsie

### Variétés
- American Story Show
- Bruno Pelletier
- Charles Aznavour
- Claude Barzotti
- Claude Dubois
- Demis Roussos
- Diane Dufresne
- Elvis Experience
- Francis Cabrel
- Gad Elmaleh
- Garou
- Gérard Lenorman
- Gerry Boulet
- Gilbert Bécaud
- Gilles Vigneault
- Ginette Reno
- Gregory Charles
- Isabelle Boulay
- Jamel Debbouze
- Jean Lapointe
- Jean-Luc Ponty
- Johnny Hallyday
- Julien Clerc
- Juliette Gréco
- Kevin Parent
- La Compagnie créole
- Lara Fabian
- Lynda Lemay
- Marie-Mai
- Mario Pelchat
- Michel Boujenah
- Michel Fugain
- Michel Rivard
- Michèle Torr
- Nana Mouskouri
- Patricia Kaas
- Patrick Bruel
- Paul Piché
- Renaud
- Richard Cocciante
- Richard Séguin
- Robert Charlebois
- Roch Voisine
- Serge Lama
- Sylvain Cossette
- Véronic DiCaire
- Véronique Sanson
- Vincent C.
- Yves Duteil
- Yves Montand

### Humour
- Alain Choquette
- André Sauvé
- André-Philippe Gagnon
- Anthony Kavanagh
- Cathy Gauthier
- Daniel Lemire
- Ding et Dong
- Dominic Paquet
- Emmanuel Bilodeau
- Étienne Dano
- Franck Dubosc
- François Bellefeuille
- François Massicotte
- François Morency
- Gary Kurtz
- Guy Nantel
- Jean-François Mercier
- Jean-Marc Parent
- Jean-Michel Anctil
- Jérémy Demay
- Laurent Paquin
- Lise Dion
- Louis-José Houde
- Luc Langevin
- Mario Jean
- Mario Tessier
- Martin Matte
- Maxim Martin
- Messmer
- Michel Barrette
- Mike Ward
- Olivier Dion
- Olivier Martineau
- P-A Methot
- Philippe Bond
- Philippe Laprise
- Pierre Richard
- Qw4rtz
- Rachid Badouri
- Raymond Devos
- Réal Béland
- Stéphane Fallu
- Stéphane Rousseau
- Sylvain Larocque
- Yvon Deschamps
- Pierre-Yves Roy-Desmarais
- Arnaud Soly
- Marthe Laverdière

### International
- Adamo
- Alain Morisod
- Alice Cooper
- Barenaked Ladies
- B. B. King
- Bob Dylan
- Bon Jovi
- Bonnie Raitt
- Bruce Cockburn
- Bryan Adams
- Bryan Ferry
- Céline Dion
- Celtic Woman
- Chick Corea
- Chris de Burgh
- Corey Hart
- Eddie Izzard
- Electric Light Orchestra
- Elvis Costello
- Gary Numan
- Gentle Giant
- Gipsy Kings
- Glenn Miller
- Harry Connick Jr.
- Indochine
- Jethro Tull
- Jillian Michaels
- Joe Bonamassa
- Joe Jackson
- Joe Satriani
- John Mellencamp
- Jon Anderson
- K.D. Lang
- Kenny Rogers
- King Crimson
- Kinky Boots
- Kraftwerk
- Lou Reed
- Men at Work
- Murray Head
- Norah Jones
- Ozzy Osbourne
- Paolo Conte
- Peter Reveen (en)
- Petula Clark
- Ravi Shankar
- Ringo Starr
- Roy Orbison
- Rufus Wainwright
- Sarah McLachlan
- Shawn Phillips
- Sheryl Crow
- Sœurs McGarrigle
- Split Enz
- Steely Dan
- Steppenwolf
- Steven Wilson
- The Mamas & the Papas
- The Piano Guys
- The Platters
- The Police
- Tom Jones
- Tom Waits
- Top Dogs
- The Tragically Hip
- Nick Mason
- Dariush